# Colas Group
Colas Group este o firmă franceză mare de inginerie civilă parte a grupului Bouygues specializându-se în construcția de drumuri și căi ferate prin filiala sa Colas Rail. Din anii 1990, grupul a încorporat firmele de construcție Screg și Sacer.
Construcția de drumuri alcătuiește 80% din activitățile grupului. Activitățile suplimentare conexe includ semnalizare rutieră, construcții, diverse activități de inginerie civilă, inclusiv așezarea conductelor și construcția și întreținerea căilor ferate.
În anul 2001, grupul Colas avea circa 53.000 de angajați, din care jumătate activau în afara Franței.
Cifra de afaceri în 2000: 6,7 miliarde euro
Profit net în 2000: 156 milioane euro

## Colas în România
În decembrie 2001, Colas a achiziționat pachetul majoritar de 51% din acțiuni al companiei Societatea de Construcții Feroviare Iași (SCCF), pentru suma de 3,5 milioane dolari.
SCCF Iași era la acel moment una dintre primele cinci companii românești din sectorul construcțiilor de drumuri, cu o cifră de afaceri anuală de circa 20 de milioane de euro și un număr de 1.400 de salariați.
În iunie 2008, Colas a achiziționat Societatea de Semnalizări și Automatizări Feroviare - ISAF SA București, prin intermediul diviziei Colas Rail.
Compania Colas este parteneră de afaceri cu firma de stat CNADNR în Sorocam București și mai deține 99% din Ancorad Oltenia din Craiova